# جبرانساز استاتیک توان راکتیو
جبرانساز استاتیک توان راکتیو مجموعه ای از دستگاه‌های الکتریکی برای تأمین توان راکتیو با واکنش سریع در شبکه‌های انتقال برق با ولتاژ بالا است. SVCها بخشی از سیستم انتقال انعطاف‌پذیر AC هستند که کارهای تنظیم ولتاژ، بهبود ضریب توان، هارمونیک‌ها و تثبیت سیستم را انجام می‌دهند. یک جبران کننده استاتیک VAR هیچ بخش متحرکی (به غیر از کلید داخلی) ندارد. قبل از اختراع SVC، جبران ضریب توان با دستگاه‌های بزرگ چرخشی مانند کندانسورهای سنکرون یا بانک‌های خازنی انجام می‌شد.

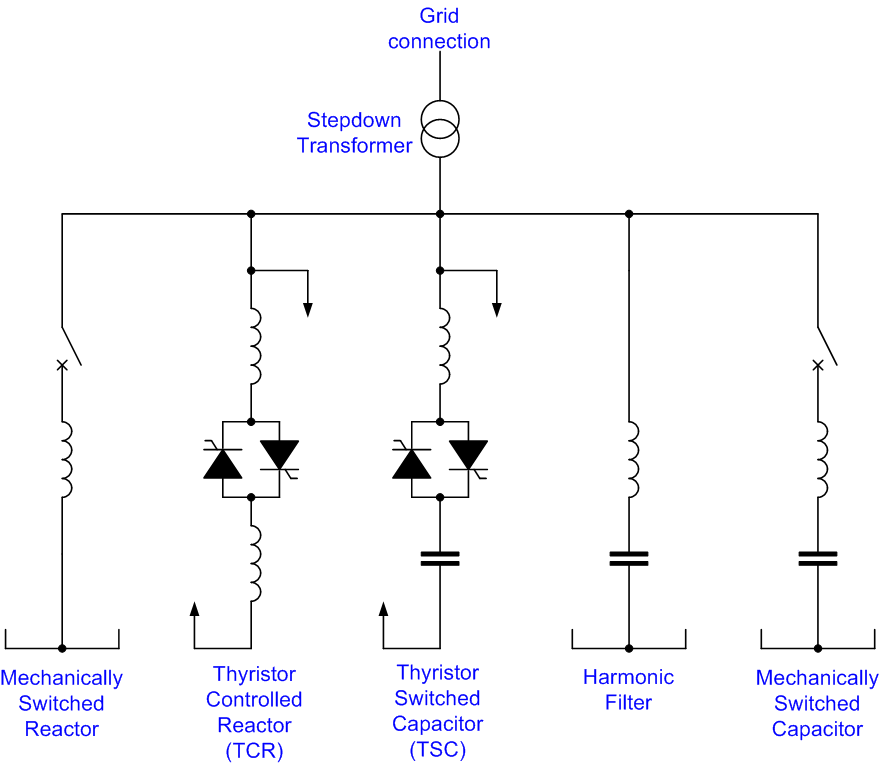
نمودار تک خطی از پیکربندی معمولی SVC. در اینجا با استفاده از یک رآکتور کنترل شده تریستور، یک خازن سوئیچ شده با تریستور، یک فیلتر هارمونیک، یک خازن روشن شده مکانیکی و یک رآکتور روشن شده مکانیکی